# مولي سنيدن
مولي سنيدن (بالإنجليزية: Mollie Sneden)‏ (13 يناير 1709- 31 يناير 1810) ولدت باسم ماري دوبس، كانت مديرة لعبّارة نقل في باليساديس في نيويورك في الولايات المتحدة قبل الثورة الأمريكية وبعدها. منعت خلال الحرب من إدارة العبارة بسبب ميولها البريطانية، ونالت من مجلس نواب نيويورك لقب امرأة التميز.

## حياتها المبكرة
ولدت مولي سنيدن باسم ماري دوبس في بلدة ويستشستر في نيويورك عام 1709، وعمدها والداها جون وأبيغايل في تاريتاون في نيويورك. ترعرعت مولي إلى جانب شقيقين لها من زوجة أبيها الأولى و4 إخوة من أمها، زوجته الثانية. كانت عائلة دوبس تدير عبارة في نهر هودسون، بدأها أخوها الشقيق وليام عام 1730 مغادرا من القرية الهندية وايسكواكوا التي سميت فيما بعد دوبس فيري. يعد طريق العبارة من قرية دوبس فيري عبر نهر هودسون من أوائل خطوط النقل في نهر هودسون. ورغم أن زوج مولي كان نجارا ومزارعا فقد ساعد وليام في إدارة العبارة. لا يعرف إن كانت مولي قد اكتسبت خبرتها في إدارة العبارة بطريقة مباشرة، لكن بالنظر إلى كفاءتها المهنية المستقبلية وارتباط عائلتها وزوجها بهذه المهنة، فمن المقنع أنها فعلت ذلك. لا يعرف تاريخ زواج مولي وروبرت سنيدن بدقة، ولكن سجلت ولادة طفلهم الأول عام 1733، واستمر الزوجان بالعيش في الجانب الشرقي لنهر هودسون لعدة سنوات أنجبا فيها أربعة أطفال آخرين.

## غرب نهر هيدسون
انتقل روبرت ومولي مباشرة عبر هودسون من قرية دوبس فيري مع أولادهم الخمسة عام 1740، حيث يعتقد أنهما استأجرا من مالك محلي يدعى روبرت كوربيت، وكان منزلهما الجديد في أرض تتنازع عليها نيويورك ونيوجيرسي، ولم يتم حل النزاع قانونيا إلا بعد مايقرب 30 عاما، عندما قامت لجنة عينها ملك إنجلترا بوضع الحدود رسميا في عام 1769. ووفقا لتقرير المسح، يبلغ طول حد الولاية 79 وحدة على المقياس السلسلي و27 عقدة على المقياس السلسلي جنوب منزل سيندن، مما جعل العقار في نيويورك.
ورغم أن هذه الملكية كانت جديدة لعائلة سيندن، كانت تعتبر مرسى عبارة عائلة دوبس. أنجبت مولي وروبرت خلال حياتهم على الجانب الغربي لهودسون أربعة أطفال آخرين، ولد آخرهم عام 1750، فأصبح عدد أولادهم تسعة.
وبعد انتقالهم عام 1740 عمل روبرت بمهنته في الزراعة، وأراحته مولي من أعباء العمل بإدارة مرسى العبارة، ومن الممكن أنها أدارتها منذ أوائل عام 1745. وتوضح خارطة مسّاح تعود لذلك العام لمنطقة لوكهارت باتينت «عبارة عائلة سنيدنغ». ازدهرت العبارة عند شق طريق حديث في الأراضي الهضبية إلى المرسى عام 1745. وسواء بدأت مولي بإدارة المرسى عام 1745 أم لا، فالمؤكد أنها أدت هذا العمل بحلول عام 1753.
يقال أن العبارة الأصلية لعائلة دوبس من نوع بيرياوجر، وهو زورق تجذيف منحوت من الخشب يكون عادة بصاريتين. عرفت مولي هذا، ويحتمل أنها بدأت عملها بهذا النوع من القوارب. كانت هذه القوارب صنعة شائعة في المستعمرات، ويمكنها الخوض في المياه الضحلة مليئة بحمولة ثقيلة. استخدم هذا النوع في عمليات النقل الأولى على نهر هودسون، وبعد عدة أميال مع اتجاه جريان النهر في منطقة فورت لي، بدأ ستيفان بورديت خدمات النقل مستخدما ذات النوع. استخدمت مولي إلى جانب هذا النوع عبارات أكبر لنقل العربات والناس. كان النوع الأكبر من العبارات التي استخدمت على نهر هودسون في هذه الفترة يزود بالطاقة عن طريق عجلة دواسة يدورها آحصنة وبغال على جهاز مشي دوار. ومن المؤكد أنها طلبت سفينة أكبر لعملية نقل يقال أنها قامت بها عام 1775 محملة عربة؛ حملت على متنها مارثا واشنطن وابنها جون مع زوجته وخادم، عندما كانت في طريقها لزيارة جورج واشنطن في كامبردج، ماساشوسيتس.
نهر هودسون عريض نسبيا بين مرسى عائلة سنيدن وقرية دوبس فيري، واختلفت مدة العبور، حيث كان طول الوقت يتأثر بالرياح المتغيرة والمد، أذ تبقى قوية على بعد عدة أميال قرب ميناء نيويورك. لم تكن عبارة عائلة سنيدن تعبر نهر هودسون فقط، بل نقلت البضائع أيضا جنوبا إلى مدينة نيويورك.
اشترى روبرت ومولي 120 فدانا من الأرض عام 1752 من ضمنها مكان العبارة ومنزل كوربيت. توفي روبرت عام 1756 بعمر السادسة والأربعين، وورث الابن الأكبر أبراهام جميع الممتلكات وفقا للقانون الإنكليزي. وفي ذات العام منحت الأرملة مولي رخصة لإدارة حانة، واستمر عمل العبارة بيد أفراد آخرين من عائلة دوبس بمساعدة اولادها السبعة عام 1758 أو 1759. ورغم أن خدمات نقل عائلة دوبس استخدمت هذا المرسى كمحطة نهائية في الغرب لخدمات النقل خاصتها، أطلق عليها حتى الآن أسماء متعددة، أحيانا 'العبارة' وأحيانا 'باراموس' أو 'روكلاند' وأحيانا عبارة دوبس على طرفي النهر؛ ومنذ ذلك الوقت أخذ المرسى اسم مرسى سنيدن. وبهذا أخذت عبارة دوبس اسم العائلة «دوبس فيري» وأخذ مرسى سنيدن كنية زواج مولي. وخلال القرن التاسع عشر بقي مرسى سنيدن مركزا لنشاطات المنطقة المحلية على ضفة النهر، وتدعى المنطقة حاليا باليساديس.
حصلت مولي على رخصة لتشغيل حانة عام 1756، وفي عام 1763 حصلت على رخصة لتشغيل نزل عام يقدم المشروبات، أدارته من دار ستون وهو مكان إقامتها. وبعد سنتين أخذت رخصة زواج هي وجورج كالهون، ولا يعرف على وجه الدقة إن تم الزواج فعلا، إذ عرف أنها عاشت مع ابنها الأعزب دينيس وليس مع جورج كالهون. وفي عام 1765 وزع ابنها الأول أبراهام أملاك والده إلى عشرة حصص متساوية ونالت الأم حصة منها.